# Centrum Narciarskie Master-Ski w Tyliczu
Centrum Narciarskie „Master-Ski” w Tyliczu – ośrodek narciarski położony 500 m na południe od centrum w Tylicza, w Beskidzie Sądeckim na północnym zboczu góry Szubienica (687 m n.p.m).

## Wyciągi
W skład kompleksu wchodzą:
- (W1) 4-osobowy wyciąg krzesełkowy firmy Poma o długości 700 m i przewyższeniu około 100 m
- (W2) wyciąg talerzykowy o długości 570 m i przepustowości 720 osób na godzinę[2]
- (W3) wyciąg talerzykowy o długości 454 m i przepustowości 720 osób na godzinę
- (W4) wyciąg bezpodporowy dla dzieci o długości 50 m i przepustowości 350 osób na godzinę

Trzy wyciągi (W1, W2 i W3) biegną równolegle do siebie w niewielkiej odległości.

## Trasy
Ośrodek dysponuje 11 trasami o długości od 1000 do 150 m, w tym:
- czerwona trasa do jazdy na tyczkach (10, o długości 400 m)
- pięć tras (1, 2, 6, 7 i 8) niebiesko-czerwonych, o długościach odpowiednio 700, 650, 900, 1000 i 900 m
- fun park z trasami o długości 400 m (9)
- dwie niebieskie trasy (3 i 4) o długościach 500 i 700 m
- trasa dla dzieci (5), tzw. Poletko, wzdłuż wyciągu W4, o długości 150 m.

Trasy są sztucznie naśnieżane, ratrakowane i oświetlone.
Stacja nie jest członkiem Stowarzyszenia Polskie stacje narciarskie i turystyczne.

## Pozostała infrastruktura
Przy dolnej stacji wyciągu krzesełkowego znajdują się:
- szkoła narciarska
- wypożyczalnia i serwis sprzętu narciarskiego
- punkt gastronomiczny („Karczma”)
- parking, WC.

## Operator
Operatorem kompleksu jest spółka Master-Ski Over Europe sp. z o.o. s.k. (KRS 542420) z siedzibą w Tyliczu przy ul. Kazimierza Pułaskiego 11A. Spółka ta powstała w 2015 roku z przekształcenia spółki cywilnej Master-Ski s.c. Zenon Szlendak Barłomiej Miejski i Over Europe sp. z o.o. Wspólnikiem reprezentującym Spółkę jest Over Europe Sp. z o.o., której prezesem zarządu jest Zenon Szlendak.

## Historia
W latach 2012–2013 spółka Master-Ski s.c. Zenon Szlendak i Bartłomiej Miejski (poprzednik prawny obecnego operatora) zrealizowała tu projekt „Budowa dwóch wyciągów orczykowych i tras zjazdowych wraz z infrastrukturą towarzyszącą w Tyliczu” (nr projektu MRPO.03.01.03-12-007/12) finansowany ze środków Małopolskiego Regionalnego Programu Operacyjnego na podstawie umowy nr MRPO.03.01.03-12-007/12-00-XVI/35/FE/13. W ramach tego projektu: wybudowano 2 wyciągi talerzykowe (o długości 570 m i 454 m), 1 wyciąg bezpodporowy dla dzieci (o długości 50 m), stworzono trasy zjazdowe na stoku o długościach: 600 m, 500 m i 100 m, wybudowano budynki towarzyszące dla wyciągu (budynek sterowni z kasą oraz dwa budynki przy górnych stacjach wyciągu), zbudowano kładkę pieszą na potoku Muszynka łączącą stok z parkingiem i drogą gminną, zaplecze gastronomiczne („Karczma”), parking, system sztucznego zaśnieżania, oświetlenie tras oraz stację trafo dla zabezpieczenia odpowiedniej mocy dla urządzeń elektrycznych wykorzystywanych w stacji narciarskiej. Ponadto zakupiony został ratrak, system elektronicznego naliczania opłat, skuter śnieżny, armatki śnieżne, a także wyposażenie budynku Karczmy.
W 2015 roku dokonano zakupu używanego wyciągu krzesełkowego. Był on dotychczas używany w austriackim ośrodku narciarskim w Brixen im Thale, w regionie narciarskim SkiWelt. Dokonano gruntownego liftingu sprzętu: kanapy zostały wyposażone w miękkie siedziska, nie są wyprzęgane, ale wyciąg jest wyposażony w taśmę rozbiegową.

## Inne ośrodki w okolicach Tylicza
W najbliższej okolicy znajduje się kilka innych ośrodków narciarskich, w szczególności:
- Stacja Narciarska Tylicz
- Góra Szwarcowa z 3 wyciągami orczykowymi
- wyciąg talerzykowy Eljar.